# I.E.S. Edwards
Iorwerth Eiddon Stephen Edwards, född 21 juli 1909 i Highgate, London, England, död 24 september 1996, var en brittisk arkeolog och egyptolog och ansedd som en ledande expert på de egyptiska pyramiderna.
1947 gavs hans bok The Pyramids of Egypt ut av Pelican Books.